# Lukáš Třešňák
Lukáš Třešňák (9 de março de 1990) é um futebolista tcheco que defende o Sparta Praga. Atua como atacante.

## Carreira
Třešňák começou a carreira no time B do Sparta, onde se destacou, fazendo sete gols em 45 partidas.
Foi promovido à equipe principal já em 2009, tendo disputado sete partidas e marcando um gol.